# Kirsten Bolm
Kirsten Bolm (ur. 4 marca 1975 we Frechen) – niemiecka lekkoatletka, płotkarka.
Bardzo dobrze radzi sobie w startach halowych – w biegu na 60 metrów przez płotki:
- srebrny medal na Halowych Mistrzostwach Europy w Lekkoatletyce w Wiedniu (2002)
- brązowy medal na Halowych Mistrzostwach Europy w Lekkoatletyce w Madrycie (2005)
- 5. miejsce w Halowych Mistrzostwach Świata w Lekkoatletyce w Moskwie (2006)
- brązowy medal Halowych Mistrzostwach Świata w Lekkoatletyce w Birmingham (2007)

Duże sukcesy odnosi również na stadionie – w biegu na 100 metrów przez płotki:
- złoty medal na Mistrzostwach Świata Juniorów w Lekkoatletyce w Lizbonie (1994)
- 7. miejsce w Pucharze Świata w Lekkoatletyce w Madrycie (2002)
- 2. miejsce w Pucharze Europy w Lekkoatletyce we Florencji (2005)
- 4. miejsce na Mistrzostwach Świata w Lekkoatletyce w Helsinkach (2005)
- 8. miejsce w Światowym Finale IAAF w Monako (2005)
- 2. miejsce w Pucharze Europy w Lekkoatletyce w Máladze (2006)
- srebrny medal na Mistrzostwach Europy w Lekkoatletyce w Göteborgu (2006)
- 8. miejsce w Światowym Finale IAAF w Stuttgarcie (2006)

## Rekordy życiowe
- bieg na 100 m przez płotki – 12,59 s (2005)
- bieg na 60 m przez płotki (hala) – 7,89 s (2002)